# António Cândido Miranda Macedo
António Cândido Miranda Macedo GCIH • GOL (Valongo, 29 de Setembro de 1906 — 1989) foi um advogado e político português.

## Biografia
Licenciado em Direito pela Faculdade de Direito da Universidade de Coimbra em 1931.
Foi iniciado, em 1930, na Loja Maçónica 'A Revolta', de Coimbra, com o nome simbólico de «Fernão Vasquez». Pertenceu às Lojas José Falcão de Lisboa e Vitória do Porto. Era no escritório de Mário Cal Brandão e de António Macedo, conhecido como "A Toca" nos meios republicanos do Porto (e onde também o Partido Popular Democrático teve, em parte, a sua génese), onde alguns maçons como Artur Santos Silva (pai), e outros republicanos não maçons como Mário Montalvão Machado, se reuniam na clandestinidade para discutir a ideia de criar um partido social-democrata de tipo europeu.
Exerceu advocacia no Porto, tendo sido eleito delegado, membro e presidente do Conselho Distrital, e também Presidente do Conselho Superior da Ordem dos Advogados.
Foi fundador e Presidente do Partido Socialista de 1973 a 1986, tendo sido eleito Presidente honorário no VI Congresso do PS. Exerceu funções de Deputado eleito pelo PS da I à V Legislatura.
A 14 de Abril de 1982 foi feito Grande-Oficial da Ordem da Liberdade e a 8 de Janeiro de 1988 foi agraciado com a Grã-Cruz da Ordem do Infante D. Henrique.